# Список ліберальних теоретиків

Ежен Делакруа — Свобода, що веде народ

Окремі автори класичного лібералізму та політичного лібералізму пов'язані з філософами доби Просвітництва. Лібералізм як названа ідеології виникла наприкінці 18 століття внаслідок руху до самоврядування і відходу від аристократії. Він включав ідеї самовизначення, верховенства особистості та нації, на противагу державі й релігії, як основоположних одиниць права, політики та економіки. З того часу лібералізм розширився, включивши в себе широкий спектр підходів американців Рональда Дворкіна, Річарда Рорті, Джона Роулза та Френсіса Фукуями, закінчуючи індійцями, такими як Амартій Сен та перуанцями, такими як Ернандо де Сото. Існує безліч різних поглядів на те, що таке лібералізм, тому певні ліберали вважають, що дехто серед самопроголошених лібералів не є таким. Цей перелік не є вичерпним. Теоретики, чиї ідеї були в основному характерні для тієї чи іншої країни, повинні бути включені в розділ лібералізму цієї країни. Як правило, до списку потрапляють лише мислителі; політики з'являються в ньому лише тоді, коли поряд з активною політичною діяльністю вони також зробили значний внесок у ліберальну теорію.

## Витоки думки

### Арістотель
Арістотель (Афіни, 384—322 рр. до н. е.) зробив значний внесок у ліберальну теорію завдяки своїм спостереженням над різними формами правління та природою людини. Він починає з ідеї, що найкращий уряд забезпечує активне і «щасливе» життя для свого народу. Арістотель розглядає шість форм правління: Монархія, Аристократія та Політія з одного боку як «гарні» форми правління, а Тиранія, Олігархія та Демократія — як «погані». Розглядаючи кожну з них по черзі, Арістотель відкидає монархію як таку, що інфантилізує громадян, олігархію — як таку, що занадто мотивована наживою, тиранію — як таку, що йде проти волі народу, демократію — як таку, що служить лише бідним, а аристократію — як ідеальну, але в кінцевому підсумку неможливу. Арістотель нарешті приходить до висновку, що найкращим компромісом між ідеалізмом та реалізмом є державний устрій поєднаний демократією та олігархією, де більшість може голосувати, але повинна вибирати між багатими та доброчесними для правителів.
Щобільше, Арістотель був рішучим прихильником приватної власності. Він спростував доводи Платона про колективістське суспільство, в якому сім'я та майно є спільними: Арістотель стверджує, що коли власна дитина або земля по праву належать людині, вона докладає набагато більше зусиль для їхнього обробітку на благо суспільства. Він посилається на варварські племена свого часу, в яких власність була спільною, і найледачіші з групи завжди споживали велику кількість їжі, вирощеної більш працьовитими.

### Лао-цзи
Лао-цзи був китайським філософом та письменником, якого вважають засновником даосизму. Стверджуючи, що Лао-цзи є лібертаріанцем, Джеймс Дорн писав, що Лао-цзи, як і багато лібералів 18 століття, «Стверджував, що зведення до мінімуму ролі уряду та надання індивідуумам можливості розвиватися, що спонтанно дозволить досягти соціальної та економічної гармонії».

## Доба гуманізму

### Нікколо Макіавеллі

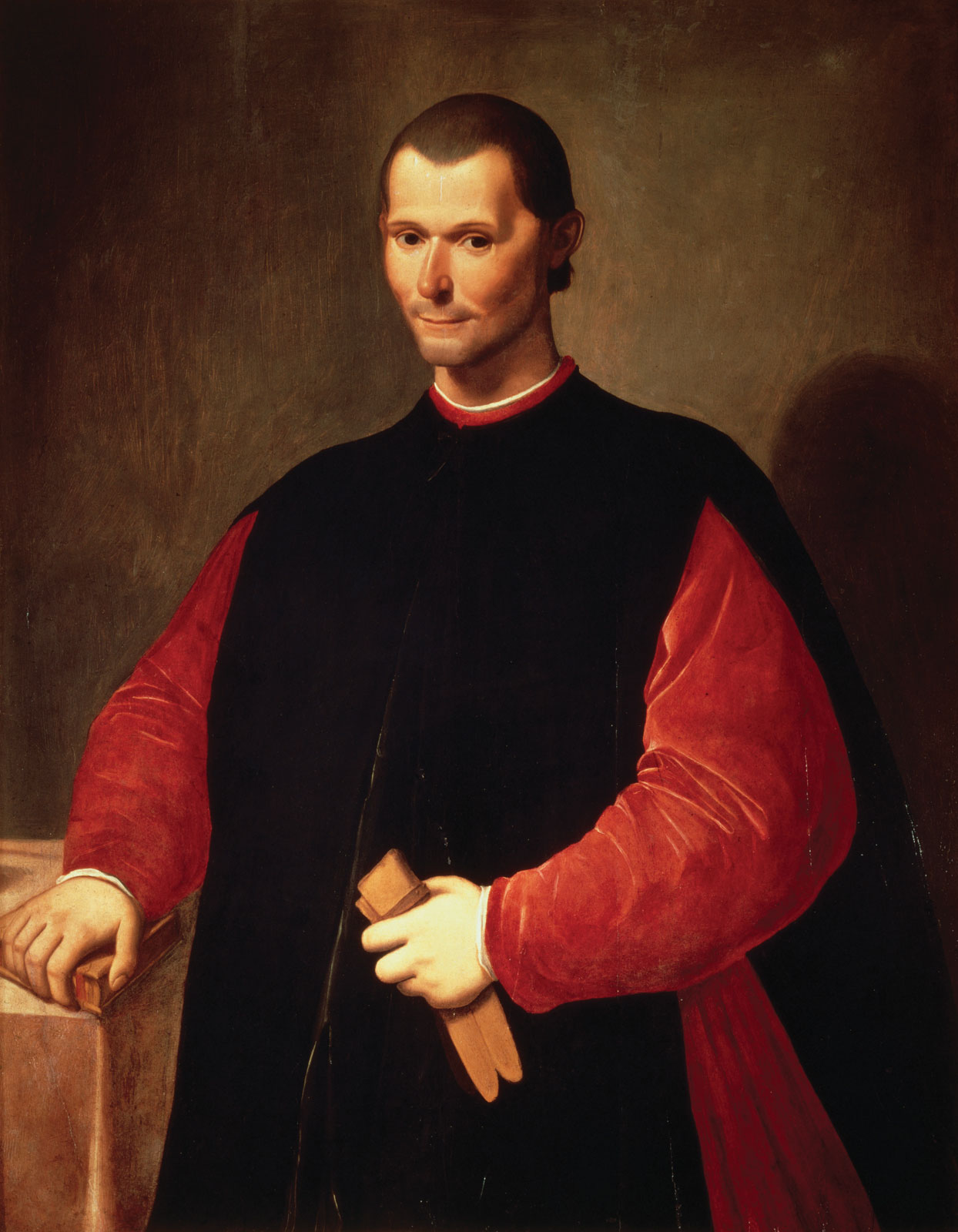
Нікколо Макіавеллі

Нікколо Макіавеллі (Флоренція, 1469—1527), найбільш відомий своєю працею «Державець», був засновником реалістичної політичної філософії, виступав за республіканське правління, громадянську армію, захист приватної власності та обмеження державних витрат як необхідних для свободи республіки. Він багато писав про необхідність індивідуальної ініціативи — virtu — як невіддільної характеристики стабільного правління. Він стверджував, що свобода є головним добром, яке уряд повинен захищати, і що «добрі люди» створюватимуть добрі закони, тоді як люди, які втратили свою чесноту, можуть підтримувати свої свободи лише з труднощами. У творах зазначений автор окреслив реалізм як центральну ідею політичного дослідження і надали перевагу «республікам» над «царствами».
Макіавеллі відрізнявся від справжнього ліберального мислення, однак, в тому, що він все ще відзначав переваги царського правління. Він стверджує, що республіканські лідери повинні «діяти поодинці», якщо вони хочуть реформувати республіку, і пропонує приклад Ромула, який вбив свого брата і співправителя, щоб заснувати велике місто. Республіки повинні звертатися до довільних і насильницьких заходів, якщо це необхідно для збереження структури влади, оскільки Макіавеллі каже, що вони повинні ігнорувати думки про справедливість і чесність.
Антидержавники-ліберали вважають головним посланням Макіавеллі його недовіру, відзначаючи його заклик до сильної держави з сильним лідером, який повинен використовувати будь-які засоби для утвердження своєї позиції, тоді як лібералізм — це ідеологія індивідуальної свободи й добровільного вибору.
Доробок:
- Державець, 1512.

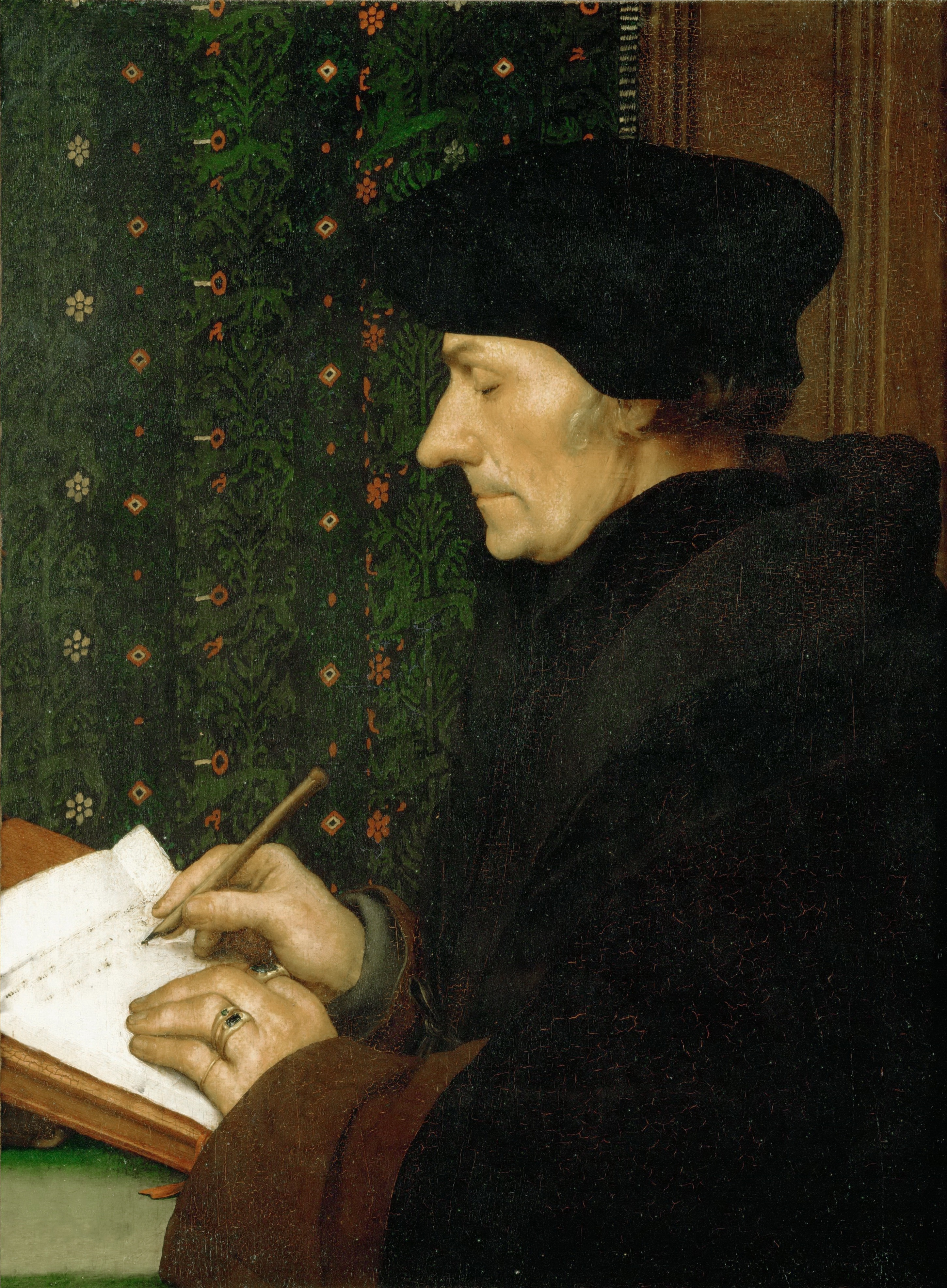
Дезідеріус Еразм

- Міркування про першу декаду Тіта Лівія, 1512—1517.

### Дезидеріус Еразм
Дезидерій Еразм (Нідерланди, 1466—1536) був прихильником гуманізму, критиком укорінених інтересів, ірраціональності та забобонів. Еразмовські товариства сформувалися по всій Європі, певною мірою у відповідь потрясіння, викликані Реформацією. У своїй праці De libero arbitrio diatribe sive collatio (1524) він аналізує лютеранське перебільшення очевидних обмежень людської свободи. За власним бажанням: Дискурси чи порівняння
Доробок:
- Похвала глупоті, 1509.
- De libero arbitrio diatribe sive collatio[en], 1524.

## Державні теоретики XVII століття

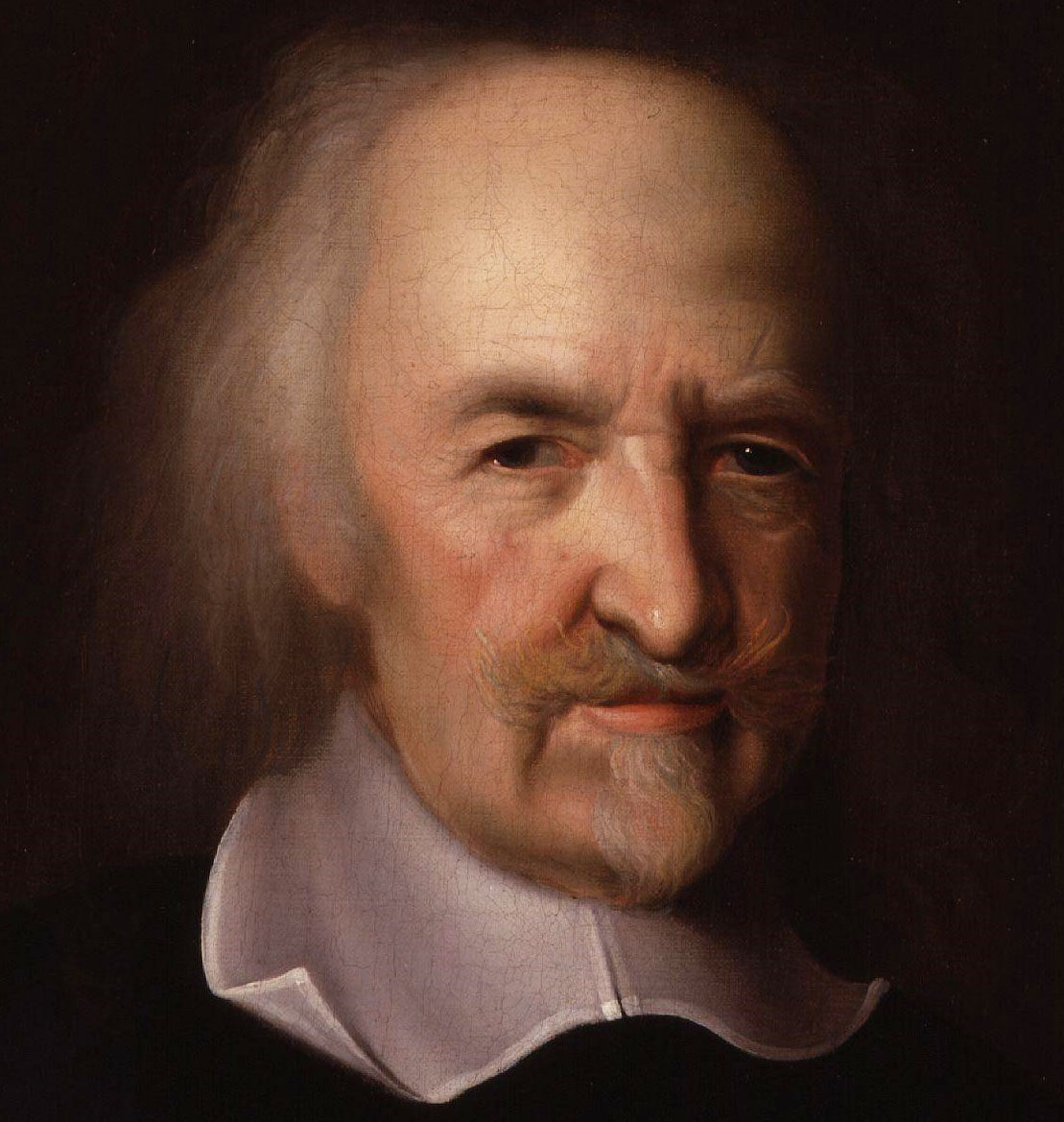
Томас Гоббс

### Томас Гоббс
Томас Гоббс (Англія, 1588—1679) теоретично обґрунтував, що уряд є результатом індивідуальних втручань і людських рис, що мотивуються насамперед «інтересом» — терміном, який стане вирішальним у розвитку ліберальної теорії та економічної політики, оскільки він є основою для ідеї про те, що індивіди можуть бути автономними й саморегульованими.
Його magnum opus, «Левіафан», не відстоював цю точку зору, а стверджував, що лише сильна влада може стримати неконтрольований інтерес: він, однак, висунув протоліберальну позицію, відстоюючи невідчужне «право природи», право на самозахист, навіть проти держави. Хоча його власна ідеологічна позиція відкрита для обговорення, висловлені думки зрештою вплинули на подальші міркування майбутніх ліберальних теоретиві, що дозволило Лео Штраусу визначити Гоббса як «батька лібералізму».
Доробок:
- Левіафан, 1651.

### Барух Спіноза

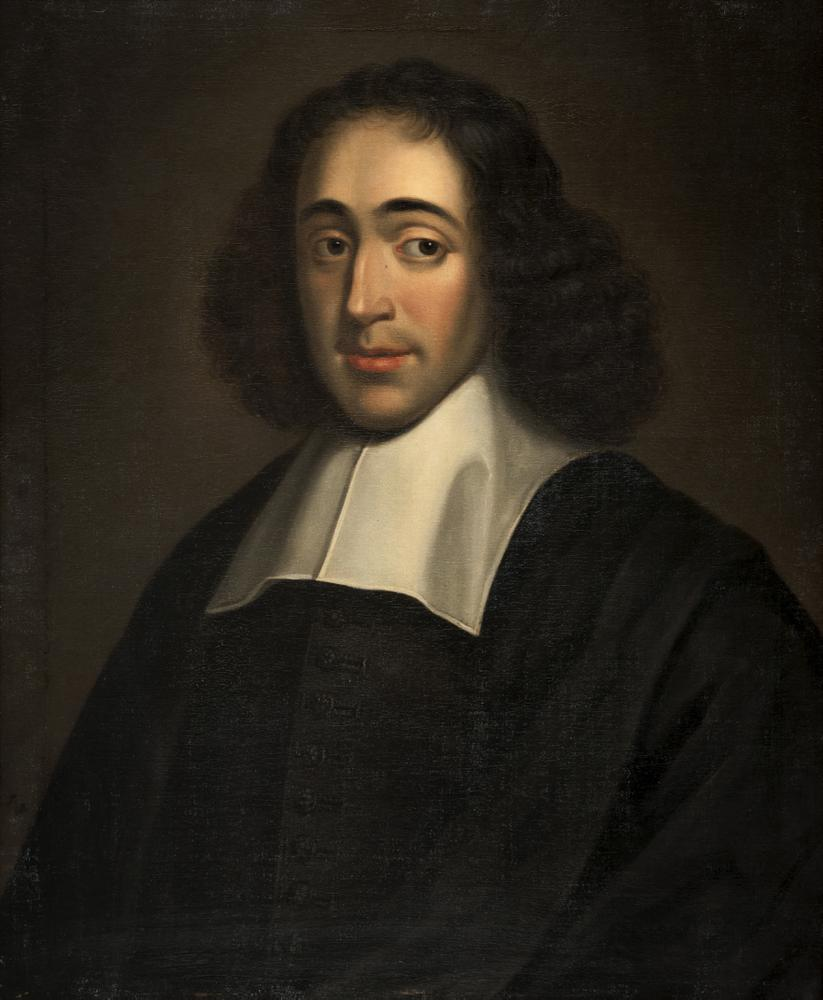
Барух Спіноза

Барух Спіноза (Нідерланди, 1632—1677) у працях відстоює цінність відокремлення церкви від держави, а також форми демократії, чим може вважатися протолібералом. Спіноза був глибоким детерміністом, який вважав, що абсолютно все, що відбувається, відбувається через дію необхідності та зумовленості. Для нього навіть людська поведінка повністю детермінована; свобода — це наша здатність знати, що ми детерміновані, і розуміти, чому ми діємо так, а не інакше. Отже, свобода — це не можливість сказати «ні» тому, що з нами відбувається, а можливість сказати «так» і до кінця зрозуміти, чому все обов'язково має відбуватися саме так.
Доробок:
- Теологічно-Політичний Трактат[en], 1670.
- Політичний трактат, 1677.

### Джон Лок
Джон Лок (Англія, 1632—1704) — концепція про «урядування за згодою керованих» та природні права людини — життя, свободу, власність, а також про толерантність, викладені в «Листі про віротерпимість» та «Двох трактатах про правління», справили величезний вплив на розвиток лібералізму. Розробив теорію власності, яка ґрунтується на діях індивідів, а не на походженні чи знатності.
Доробок:
- Лист про толерантність, 1689.
- Два трактати про правління, 1690.

### Джон Тренчард та Томас Гордон
Джон Тренчард (Велика Британія, 1662—1723) був співавтором, разом з Томасом Гордоном, «Листів до Катона». Ці публіцистичні твори засуджували тиранію, пропагували принципи свободи совісті та свободи слова і були основним засобом поширення концепцій, розроблених Джоном Локом.
Доробок:
- Листи до Катона[en], 1720—1723.

## Енциклопедисти й просвітяни

### Шарль де Монтеск'є
Шарль де Монтеск'є (Франція, 1689—1755)
У праці «Дух законів» Монтеск'є виклав ідею поділу влади на державну та суспільну. У державному управлінні Монтеск'є заохочував поділ на сучасні законодавчу, судову та виконавчу гілки влади; у суспільстві він вбачав природну організацію на короля, народ та аристократію, причому остання відіграє посередницьку роль. «Я не пишу для того, щоб піддавати цензурі те, що встановлено в будь-якій країні», — заперечував Монтеск'є в «Законах», однак він звертав особливу увагу на те, що вважав позитивним прикладом конституційного ладу Англії, яка, попри свою еволюцію до злиття влад, обмежила владу монарха і розділила парламент за класовою ознакою.
Праці Монтеск'є мали фундаментальний вплив на американських і французьких революціонерів. За іронією долі, найменш ліберальний елемент його думки — привілейованість аристократії — був спростований обома революціями. Система Монтеск'є реалізувалася в Америці, країні, де не було аристократії; у Франції політичне маневрування аристократії призвело до скликання Генеральних штатів 1789 року і народного повстання.
Доробок:
- Про дух законів, 1748.
- Енциклопедія.., 1751—1772.

### Франсуа Кене
Франсуа Кене (Франція, 1694—1774) — засновник школи фізіократів, яка вважала сільське господарство єдиним засобом створення багатства в країні, спираючись на досвід Англії. У 1758 році він опублікував свою «Економічну таблицю», яка містила принципи ідей фізіократів. Це, мабуть, перша праця, в якій зроблено спробу аналітичного опису функціонування економіки, і її можна вважати першим значним внеском в економічну думку.

### Вольтер
Вольтер (Франція, 1694—1778) вірив в універсальне і вроджене почуття справедливості, яке має бути відображене в законах усіх суспільств. Спільне життя вимагає конвенції, «суспільного пакту» для збереження інтересів кожного індивіда. Інстинкт і розум людини спонукають її поважати і сприяти виконанню такої угоди. Мета моралі — навчити нас принципам такого плідного співіснування. Завдання людини полягає в тому, щоб взяти свою долю у власні руки і поліпшити свій стан за допомогою науки і техніки, а також прикрасити своє життя за допомогою мистецтва.

### Жан-Жак Руссо
Жан-Жак Руссо (Швейцарія, 1712—1778) у своєму «Суспільному договорі» запропонував нову політику, засновану на загальній волі, і народ як носій суверенітету. Він стверджує, що єдиною законною формою правління є демократична держава, де весь народ приймає закони; незалежно від форми правління, чи то монархія, чи то республіка, це не повинно впливати на легітимність держави. Руссо надає великого значення розміру держави, адже коли населення держави зростає, то воля кожної окремої людини менше представлена в загальній волі, тому чим більша держава, тим ефективнішим має бути її уряд, щоб запобігти непокорі цій загальній волі.
У своїх політичних і соціальних дослідженнях Руссо розробив соціальну схему, в якій влада належить народу. Руссо стверджує, що асоціація, яку беруть на себе громадяни, повинна бути «здатною захищати і охороняти всією спільною силою особу і майно кожного з членів асоціації, але так, щоб кожен з них, об'єднавшись з усіма, підкорявся тільки собі і залишався таким же вільним, як і раніше». Мораль і розум проявляються в суспільстві через встановлення нормативної моделі, здатної створити соціальний порядок, який уникає домінування одних над іншими і передбачає партисипативне представництво всіх членів суспільства.
У «Суспільному договорі» Руссо прокладає шлях до демократії, щоб усі члени суспільства визнали владу розуму, щоб об'єднатися заради спільного закону у спільній політиці, оскільки закон, якому вони підкоряються, народжується з них самих. Руссо не виключає можливості монархії як демократичного правління, оскільки якщо ті, хто пов'язаний загальною волею, можуть погодитися на здійснення монархічного правління, то це є спільним благом.
Народ, як суверен, повинен проводити публічне обговорення, яке ставить усіх асоційованих громадян у рівне становище, в якому орган не може вирішувати нічого, що суперечить законним інтересам кожного з них. Закони в республіці Руссо розробляються відповідно до соціального порядку, встановленого природою суспільного договору, а не людськими умовностями окремої людини. Ключовою ідеєю Руссо є «загальна воля». Така воля відрізняється від волі всіх своїм універсалістським характером і нормативним аспектом. Після того, як ця воля сформована, її мандат не підлягає оскарженню, оскільки вона переслідує колективний інтерес, який нічим не відрізняється від індивідуального інтересу. Саме тому, якщо хтось із членів спробує чинити опір загальній волі, він буде змушений соціальним організмом підкоритися їй.
Руссо уявляв собі демократію як пряме народне правління. Система, яку він обстоював, ґрунтувалася на тому, що всі громадяни, вільні та рівні, мають можливість об'єднуватися, щоб висловити свою волю і досягти спільної згоди, суспільного договору. Він виступав за систему прямої демократії, яка певною мірою надихнула швейцарську федеральну конституцію 1849 року.
Зв'язок теорій Руссо з сучасним націоналізмом є однією з тем історії ідей. У своїх працях Руссо заклав основи сучасного націоналізму, приписуючи йому почуття ідентифікації з республікою або суспільством, з яким людина себе асоціює, хоча і стверджував, що ці почуття можливі лише в невеликих, демократичних державах.

### Дені Дідро
Дені Дідро (Франція, 1713—1784) був головним архітектором Енциклопедії, яка проголосила «нову концепцію життя, засновану на природі та розумі, під знаком політичної свободи, релігійної толерантності та звільнення від кайданів метафізики», як було оголошено в її Проспекті, «загальну картину зусиль людського духу в усіх галузях і протягом століть».
У творі висвітлюються нові цінності, такі як природа, земне щастя, яке стає метою, прогрес, завдяки якому кожна епоха прагне до кращого досягнення колективного щастя. Новий філософський дух, що виникає, ґрунтується на любові до науки, толерантності та матеріального щастя. Він протистоїть таким обмеженням, як абсолютна монархія чи релігія. Головне — бути корисним суспільству, поширюючи критичну думку, де конкретне застосування переважає над теорією, а актуальне — над вічним.
Експериментальні методи, застосовані до філософських питань, ведуть до емпіризму, згідно з яким всі знання прямо чи опосередковано випливають з досвіду, отриманого через органи чуття.
Критичний дух був спрямований переважно проти інституцій. Англійській моделі (конституційній монархії) надавали перевагу перед абсолютною монархією. Історична критика священних текстів атакувала визначеність віри, владу духовенства та богооткровенні релігії. Філософи звернулися до деїзму, який визнавав існування бога без церкви.
Позитивним наслідком цієї критики став дух реформ. Енциклопедисти підтримували розвиток народної освіти, боротьбу з інквізицією і рабством, розвиток «механічних» мистецтв, рівність і природне право, економічний розвиток як джерело багатства і матеріального прогресу.
Доробок:
- Енциклопедія, або Тлумачний словник науки, мистецтва й ремесел, 1751—1772.

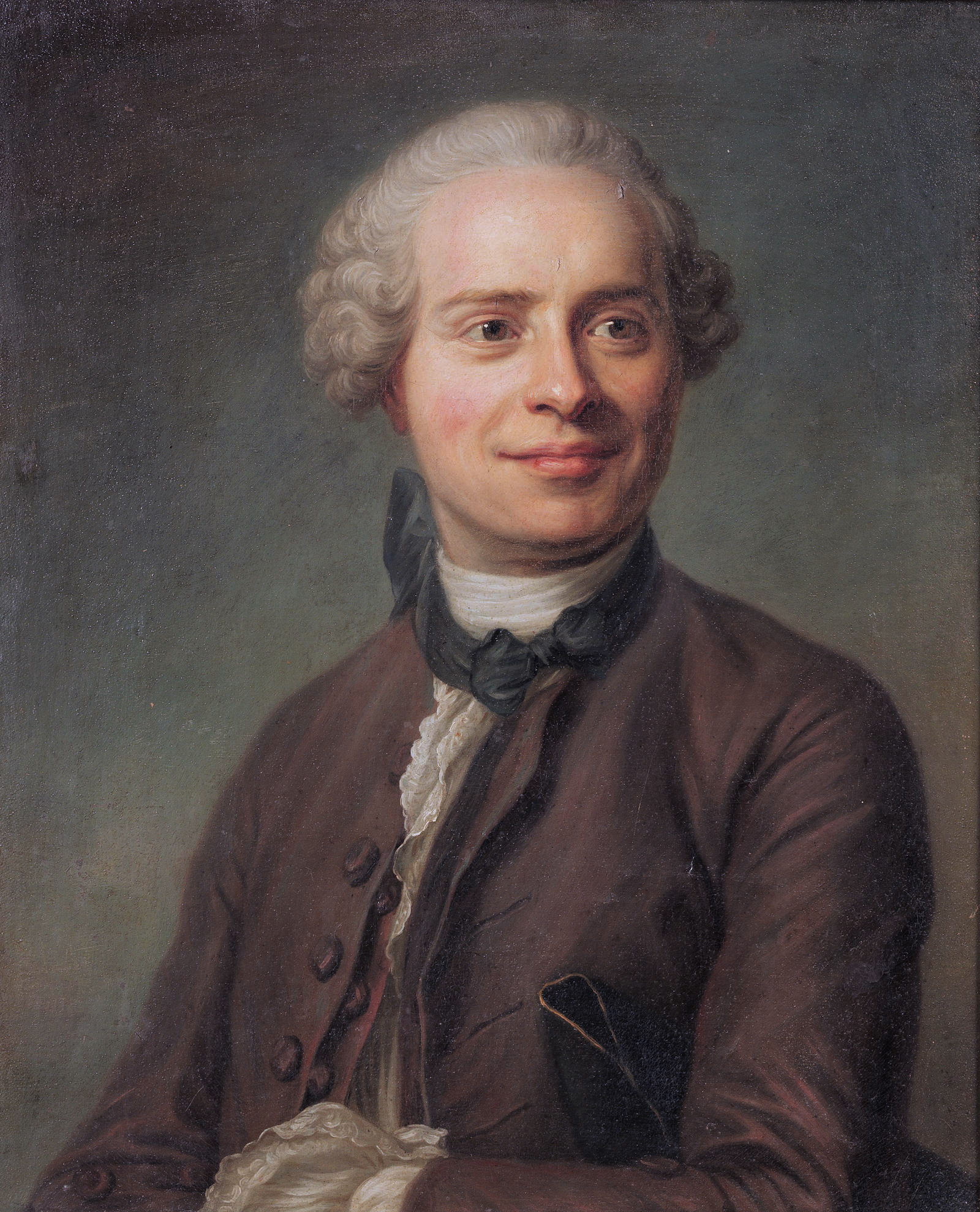
Жан Лерон д'Аламбер

### Жан Лерон д'Аламбер
Жан ле Рон д'Аламбер (1717—1783), французький філософ, співпрацював з Дідро та іншими мислителями свого часу в роботі над Енциклопедією. Він підготував попередню статтю, натхненну емпіричною філософією Джона Локка, яка була опублікована на початку першого тому в 1751 році. Цей дискурс часто вважають справжнім маніфестом філософії Просвітництва, і небезпідставно. Д'Аламбер стверджує існування прямого зв'язку між прогресом пізнання та соціальним прогресом.
Як сучасник епохи Просвітництва, д'Аламбер був детерміністом і деїстом. Разом зі своїм другом Вольтером він відіграв визначну роль у боротьбі проти релігійного та політичного абсолютизму, який він засуджував у численних філософських статтях, написаних ним для енциклопедії. Компіляція його духовного аналізу кожної галузі людського знання, розглянутої в енциклопедії, становить справжню філософію науки.

### Річард Прайс

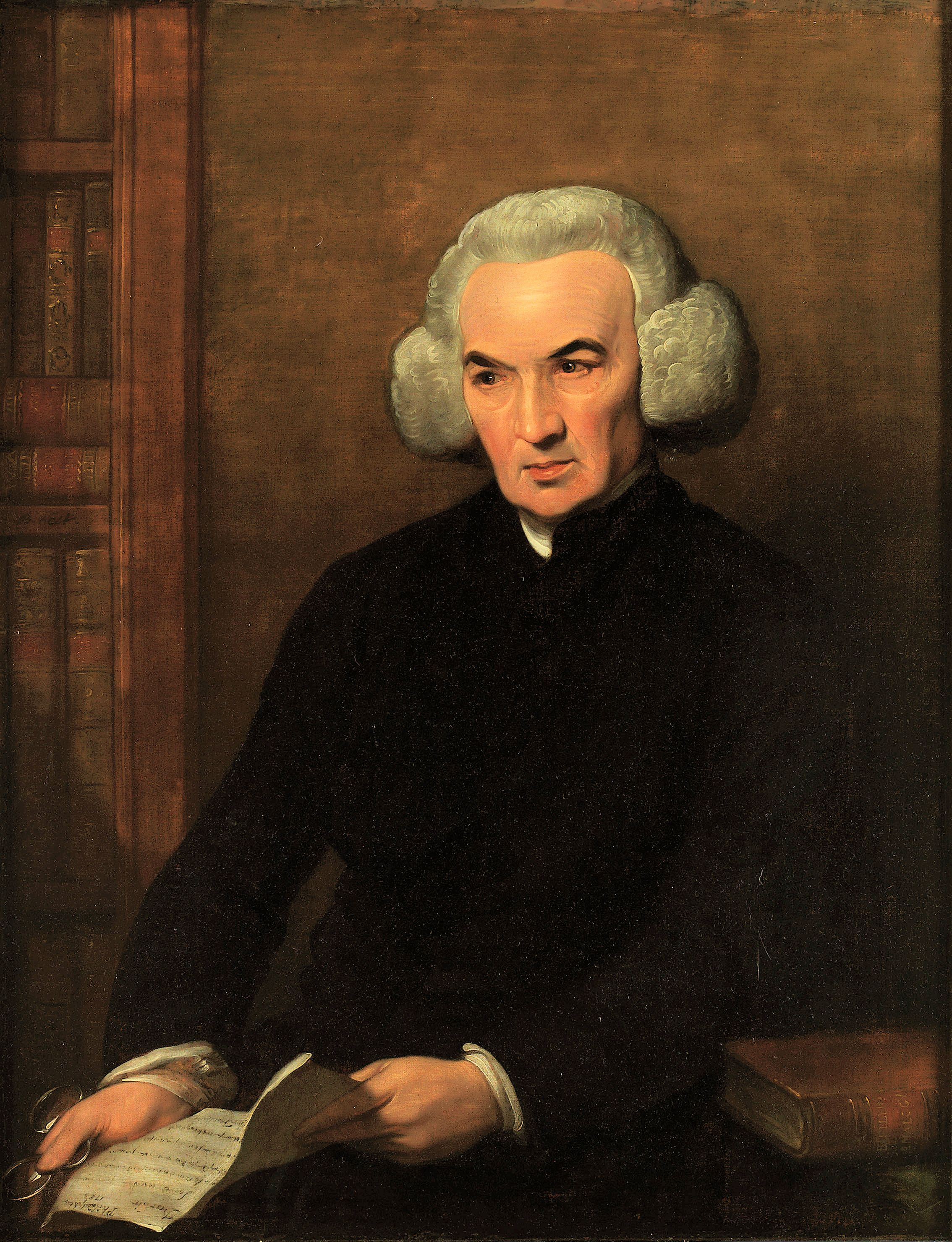
Річард Прайс

Річард Прайс (Велика Британія, 1723—1791) надавав підтримку британським колоніям у Північній Америці під час війни за незалежність США. На початку 1776 року він опублікував «Спостереження про природу громадянської свободи, принципи правління, правосуддя і політику війни з Америкою» (англ. Observations on the Nature of Civil Liberty, the Principles of Government, and the Justice and Policy of the War with America), і вважається, що його памфлет відіграв певну роль у натхненні американців проголосити свою незалежність. Другий памфлет про війну зі Сполученими Штатами і борги Британії був опублікований навесні 1777 року.
Ім'я Прайса стало асоціюватися зі справою американської незалежності. Він був близьким другом Бенджаміна Франкліна, і взимку 1778 року Континентальний конгрес запросив його приїхати до Америки і допомогти у фінансовому управлінні штатами, від чого він відмовився. У 1781 році він отримав почесний ступінь доктора права Єльського коледжу разом з Джорджем Вашингтоном. Коли лорд Шелбурн став прем'єр-міністром у 1782 році, Прайсу запропонували посаду приватного секретаря. Того ж року його обрали іноземним почесним членом Американської академії мистецтв і наук. Прайс також написав «Спостереження про важливість американської революції та засоби зробити її благом для всього світу» (англ. Observations on the importance of the American Revolution and the means of rendering it a benefit to the World) (1784). Він припустив, що головна проблема Конгресу полягає у відсутності центральної влади, що було добре сприйнято американцями.
Прайс закликав відмовитися від національних упереджень і прийняти «універсальну доброзичливість» — концепцію космополітизму, яка передбачала підтримку Французької революції та прогресу «просвітницьких» ідей.

### Андерс Чиденіус

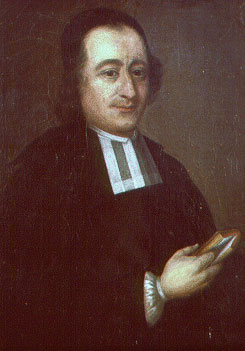
Андерс Чиденіус

Андерс Чиденіус (Фінляндія, 1729—1803) — фінський священнослужитель, письменник та політик. У своїй книзі «Національне багатство» (англ. Den Nationale Winsten) він запропонував ідеї, подібні до тих, які десятиліттям раніше представив Адам Сміт у «Багатстві народів», включаючи основи лібералізму та капіталізму, а також концепцію невидимої руки. Він виступав за повну економічну та особисту свободу, включаючи свободу віросповідання (незважаючи на те, що був священиком), право робітників вільно пересуватися, обирати професію та роботодавців, свободу слова та торгівлі, а також скасування всіх привілеїв, контролю над цінами та заробітною платою.

### Адам Сміт

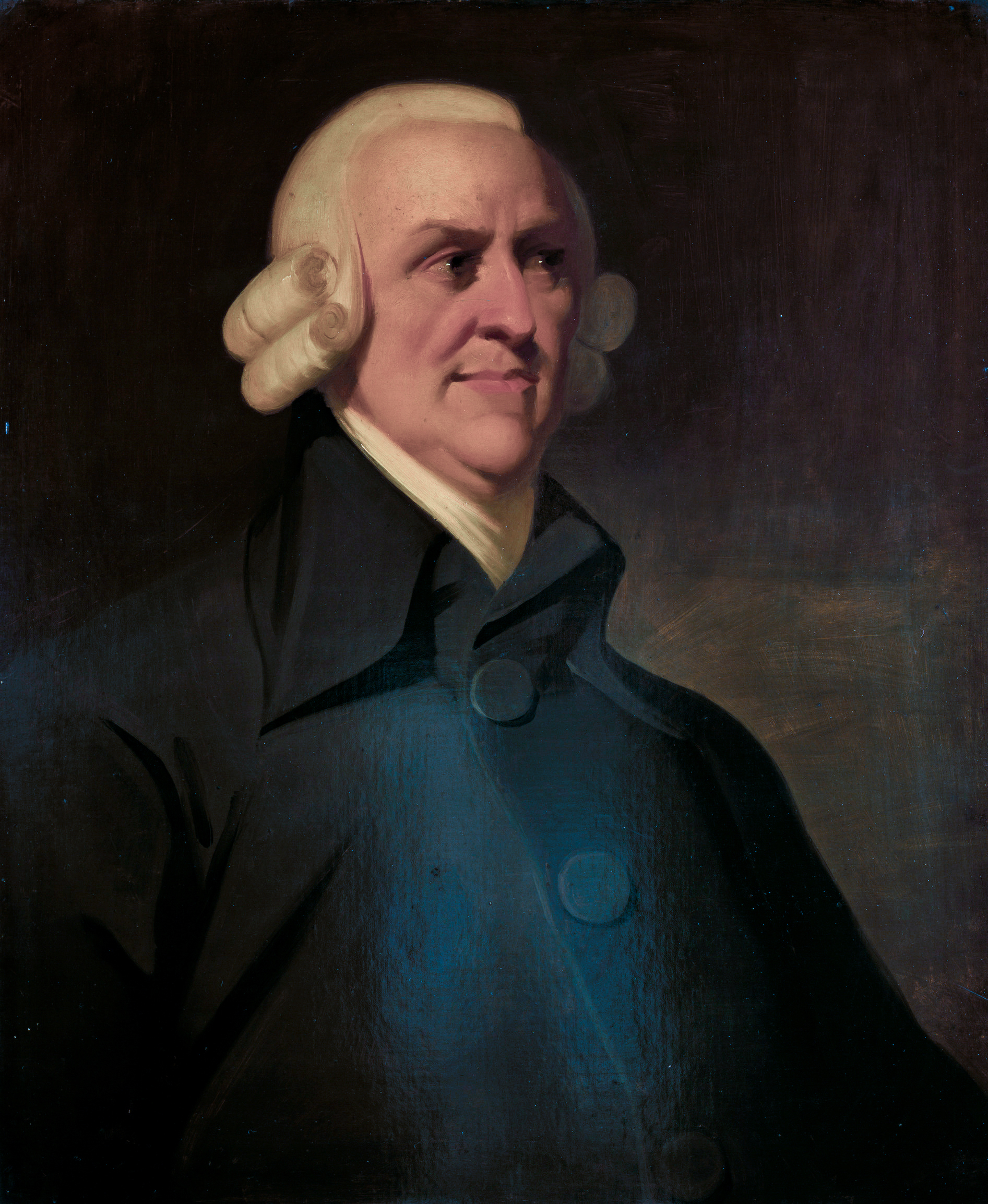
Адам Сміт

Адам Сміт (Гран Бретань, 1723—1790) — якого часто вважають засновником сучасної економіки, був ключовою фігурою у формулюванні та просуванні економічних доктрин вільної торгівлі та конкуренції. У своїй книзі «Багатство народів» Адам Сміт описав центральну ідею про те, що якщо економіку залишити на самоплив, то обмежені ресурси в кінцевому підсумку будуть використовуватися найбільш ефективно завдяки індивідам, які діятимуть виключно у власних інтересах. Пізніші економісти часто цитували цю концепцію, вирвану з контексту, як «невидиму руку» ринку.
Сміт також виступав за права власності та особисті громадянські свободи, включаючи скасування рабства, які сьогодні є частиною базової ліберальної ідеології. Серед його найвагоміших ідей можна назвати такі:
- Чітке розмежування між споживчою та міновою вартістю.
- Визнання поділу праці, що розуміється як спеціалізація на виконанні завдань, для зниження виробничих витрат.
- Передбачення потенційних конфліктів між низькооплачуваними підприємцями та робітниками.
- Нагромадження капіталу як джерело економічного розвитку.
- Захист конкурентного ринку як найбільш ефективного механізму розподілу ресурсів.

Адам Сміт стверджував, що держава повинна «заохочувати і навіть примушувати» народну освіту для робітничих класів, і критикував злиденне життя багатьох своїх співвітчизників. Він попереджав, що «жодне суспільство не може бути процвітаючим і щасливим, якщо більшість його членів є бідними і нещасними».

### Іммануїл Кант
Іммануїл Кант (Німеччина, 1724—1804) у 1793 році написав есе «Про висловлювання: Це може бути правильним в теорії, але не має сенсу на практиці» (нім. Über den Gemeinspruch: Das mag in der Theorie richtig sein, taugt aber nicht für die Praxis), яке сьогодні відоме під назвою «Теорія і практика». Він написав це есе в рік фундаментальних політичних змін: Джордж Вашингтон був інавгурований як перший президент Сполучених Штатів, німецьке місто Майнц проголосило себе незалежною республікою, Французька революція завершилася стратою Людовика XVI та Марії Антуанетти. У цьому есеї Кант розглядав питання легітимності влади. Стверджуючи, що жоден універсальний законодавчий принцип не може ґрунтуватися на щасті, Кант поставив під сумнів позицію Платона. В есеї Канта йдеться про те, що щастя не є основою законів; ніхто не може — і не повинен — намагатися пояснити іншій людині, що таке щастя, що унеможливлює застосування до нього постійного правила. «Тому що існують надзвичайно суперечливі та мінливі уявлення про те, що таке щастя», що «унеможливлює будь-який фіксований принцип, так що щастя ніколи не може бути належною основою для законодавства». Натомість важливо, щоб держава забезпечувала свободу людей у межах закону, «щоб кожна людина могла вільно шукати свого щастя так, як вона вважає за потрібне, доки вона не зазіхає на свободу і законні права своїх співгромадян загалом».

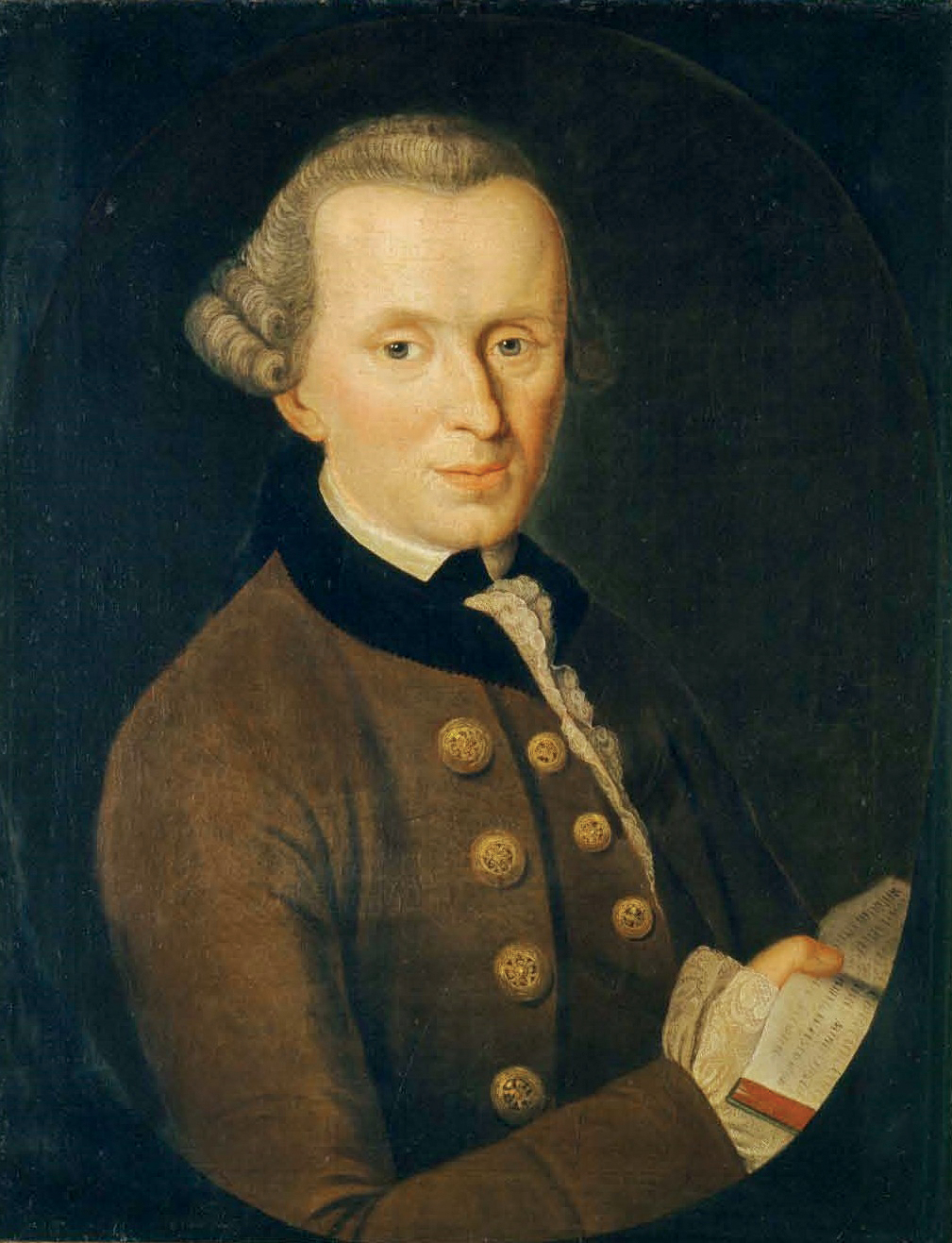
Іммануїл Кант

Головною проблемою вільного суспільства Кант вважає конфлікт інтересів. Кант стверджує, що природний стан — це рецепт анархії, де конфлікти не можуть бути вирішені мирним шляхом. Тому люди добровільно відмовляються від природного стану, щоб підкоритися зовнішньому суспільному та правовому примусу. Позиція Канта випливає з теорії суспільного договору Джона Локка, яка стверджує, що люди укладають договір з державою в обмін на її захист. Кант стверджує, що уряди повинні пам'ятати, що вони керують виключно за згодою всього народу, а не лише його частини.
Ідея Канта слугує орієнтиром для поведінки як громадян, так і уряду. Він додає, що якщо уряд приймає закон, який ви вважаєте поганим, ваш моральний обов'язок — підкорятися йому. Ви можете вважати, що неправильно платити податки на фінансування війни, але ви не повинні припиняти платити їх через те, що вважаєте війну несправедливою чи непотрібною, «бо принаймні можливо, що війна була неминучою, а податок необхідним».
Зв'язок між мораллю і державними законами прямий: легітимність обох полягає в тому, що вони ґрунтуються на раціональних бажаннях людей. Суспільний договір ґрунтується на коаліції індивідуальних воль усієї нації. Державні закони повинні бути нічим більшим і нічим меншим, ніж воля народу. Тому, якщо ми згодні бути керованими, ми повинні раціонально прийняти підпорядкування всім законам, які затверджує уряд. Аналогічно, закони, нав'язані зовнішнім урядом, наприклад, окупаційною владою, не мають легітимності.
Через два роки після «Теорії і практики», в есе під назвою «Вічний мир», Кант писав, що уряди мають два набори обов'язків: захищати права і свободи людей з міркувань справедливості і сприяти їхньому щастю, якщо це можна зробити, не зачіпаючи їхні права і свободи.

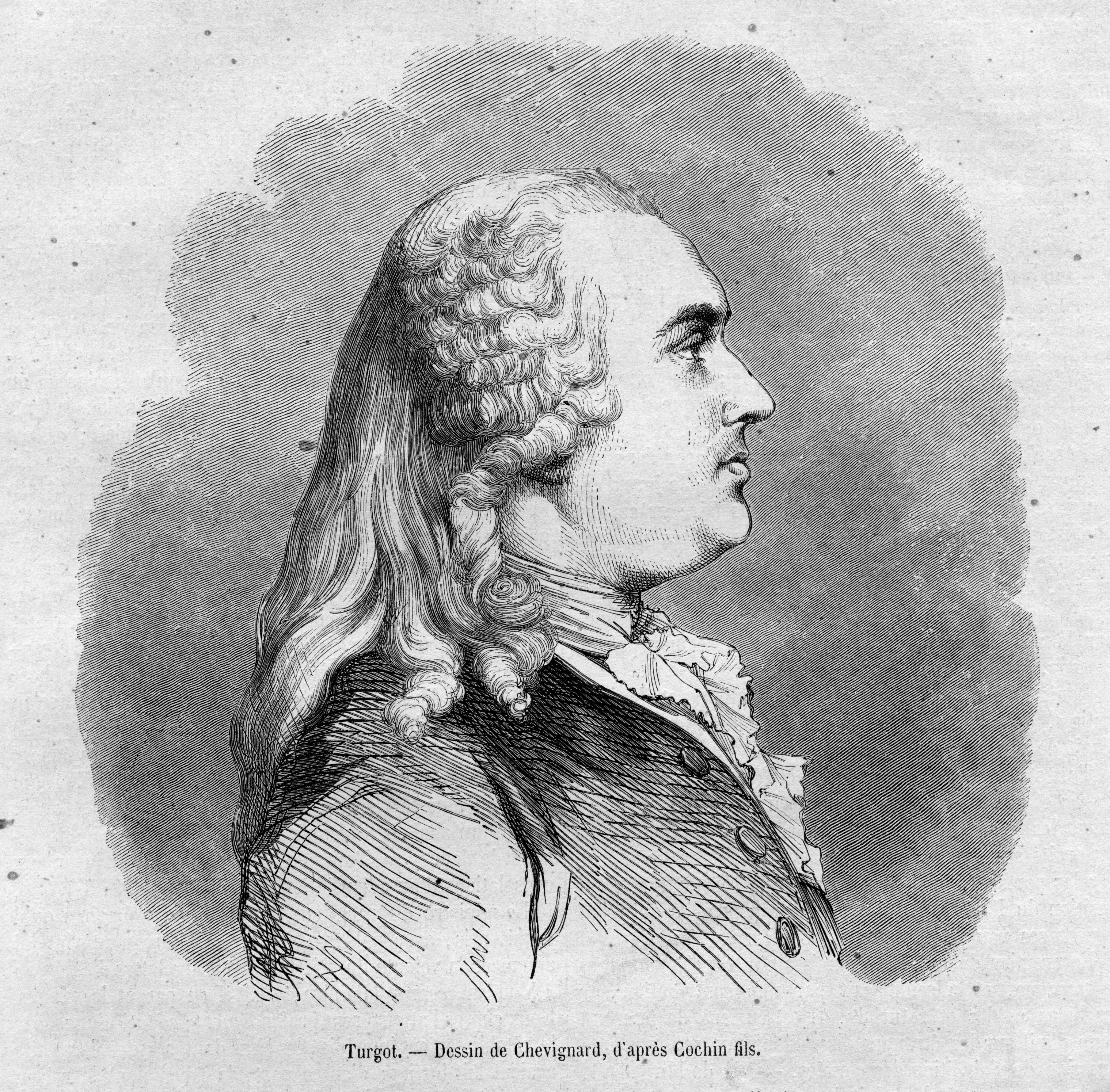
Анн-Робер Жак Тюрго

### Анн-Робер-Жак Тюрго
Анн-Робер-Жак Тюрго (Франція, 1727—1781) в юності познайомився з лідерами економічної школи, відомої як фізіократія, а саме з Кене та Вінсентом де Гурне, які придумали знамениту фразу «laissez-faire, laissez-passer». У 1760 році він відвідав Вольтера, який став одним з його близьких друзів і прихильників. У 1755—1756 роках Тюрго написав кілька статей для «Енциклопедії».
У 1770 році він написав свої знамениті «Листи про свободу торгівлі зерном» (фр. Lettres sur la liberté du commerce des grains), адресовані абату Террею, в яких показав, що вільна торгівля зерном вигідна як для землевласників, так і для кінцевих споживачів. Він виступав за зняття всіх обмежень на вільну торгівлю.
Найвідомішою працею Тюрго є «Роздуми про формування та розподіл багатства» (фр. Réflexions sur la formation et la distribution des richesses), написана в 1766 році для двох молодих китайських студентів. У «Роздумах», після обговорення походження торгівлі, Тюрго розвинув теорію Кене про те, що земля або сільське господарство є єдиним джерелом багатства. Він розділив суспільство на три класи: продуктивний або сільськогосподарський клас, клас найманих робітників або ремісників і клас землевласників. Тюрго дійшов висновку, що єдиний податок, відомий як «impôt unique», повинен стягуватися як чистий продукт землі. Він також виступав за повну свободу торгівлі та промисловості.

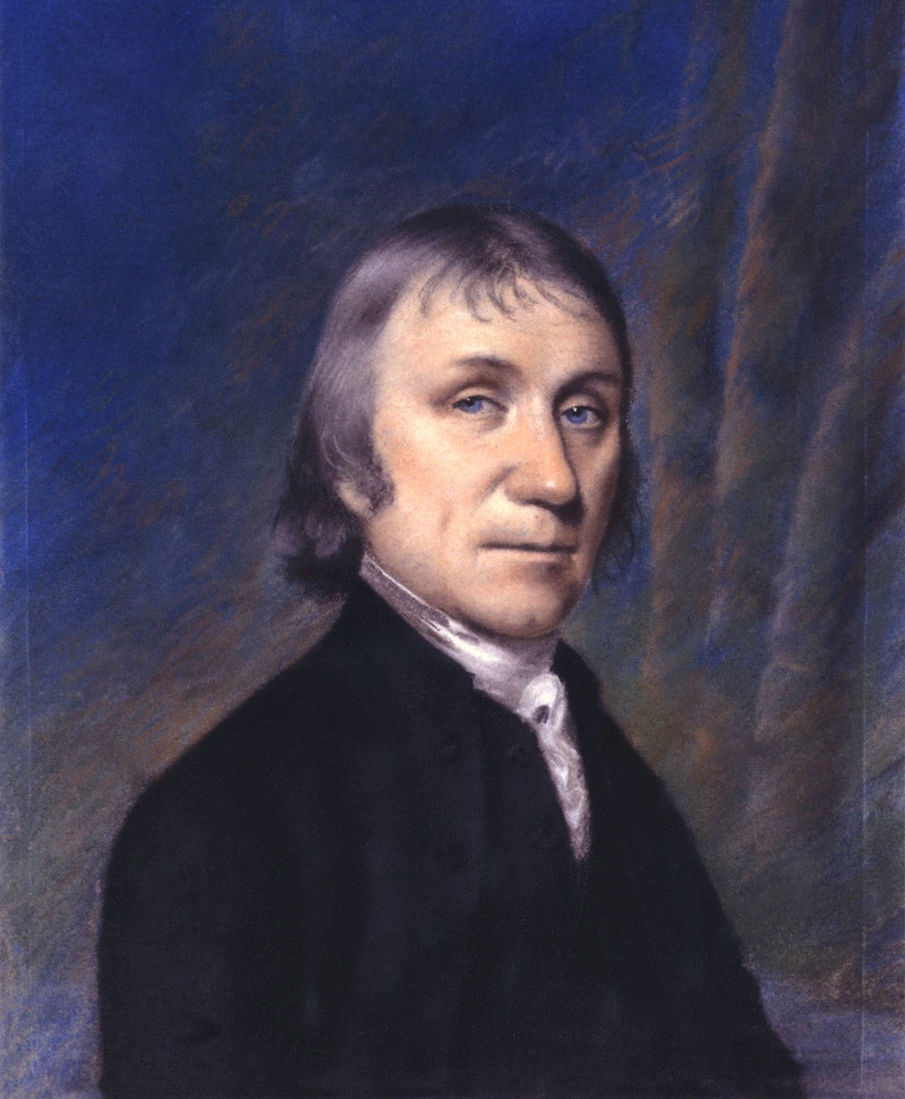
Джозеф Прістлі

### Джозеф Прістлі
Джозеф Прістлі (ВБ/США, 1733—1804) був вченим, чиї дослідження були тісно пов'язані з його богословськими роздумами. Він постійно прагнув запропонувати синтез між раціоналізмом Просвітництва і християнським теїзмом. У своїх метафізичних текстах він намагався примирити теїзм, матеріалізм і детермінізм — проєкт, який вважав «сміливим і оригінальним». Він вірив, що правильне розуміння природного світу сприятиме розвитку людства і, зрештою, призведе до появи міленаризму.
Бувши переконаним прихильником вільного обміну ідеями, Прістлі виступав за релігійну толерантність і рівні права для релігійних дисидентів, що спонукало його підтримати встановлення унітаризму в Англії. Суперечливий характер його публікацій, а також явна підтримка Французької революції, викликали недовіру з боку простих людей та уряду. Зрештою, він був змушений шукати притулку в Сполучених Штатах після того, як його будинок і церква були підпалені контрреволюційними протестувальниками, які також спалили його опудало в 1791 році.

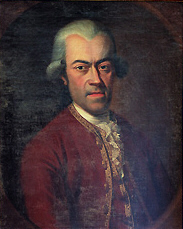
Август Людвіг фон Шлецер

Протягом свого життя, як дослідник і професор, Прістлі також зробив внесок у розвиток педагогіки, в тому числі опублікувавши книгу з англійської граматики і започаткувавши сучасну історіографію. Його праці про освіту є одними з найпопулярніших його творів. Однак найбільш тривалий вплив мали його метафізичні праці, на які посилалися такі філософи, як Джеремі Бентам, Джон Стюарт Мілль та Герберт Спенсер, як на ключове посилання в утилітаризмі.

### Август Людвіг фон Шлецер
Август Людвіг фон Шлецер (Німеччина, 1735—1809) був німецьким істориком і політологом. Він здійснював пошук практичних рішень у сфері політики та суспільства, поєднуючи вивчення історії з політичною наукою. Шлецер цікавився політикою, статистикою, був прихильником Джона Локка та Монтеск'є. Він відіграв ключову роль у поступу релігійної толерантності та рівних прав для релігійних дисидентів. Шлецер видавав політичні журнали, які критикували німецький уряд, і першим у Німеччині опублікував декларацію прав людини. Він читав лекції на різні теми, в тому числі з російської історії, і зробив внесок у вивчення всесвітньої історії. Інноваційний підхід Шлецера полягав у тому, що він вів відлік часу від народження Ісуса, кидаючи виклик традиційним уявленням про біблійне творіння. Він вплинув на розвиток історичних досліджень і допоміг сформувати наше розуміння минулого.

## Теоретики революцій

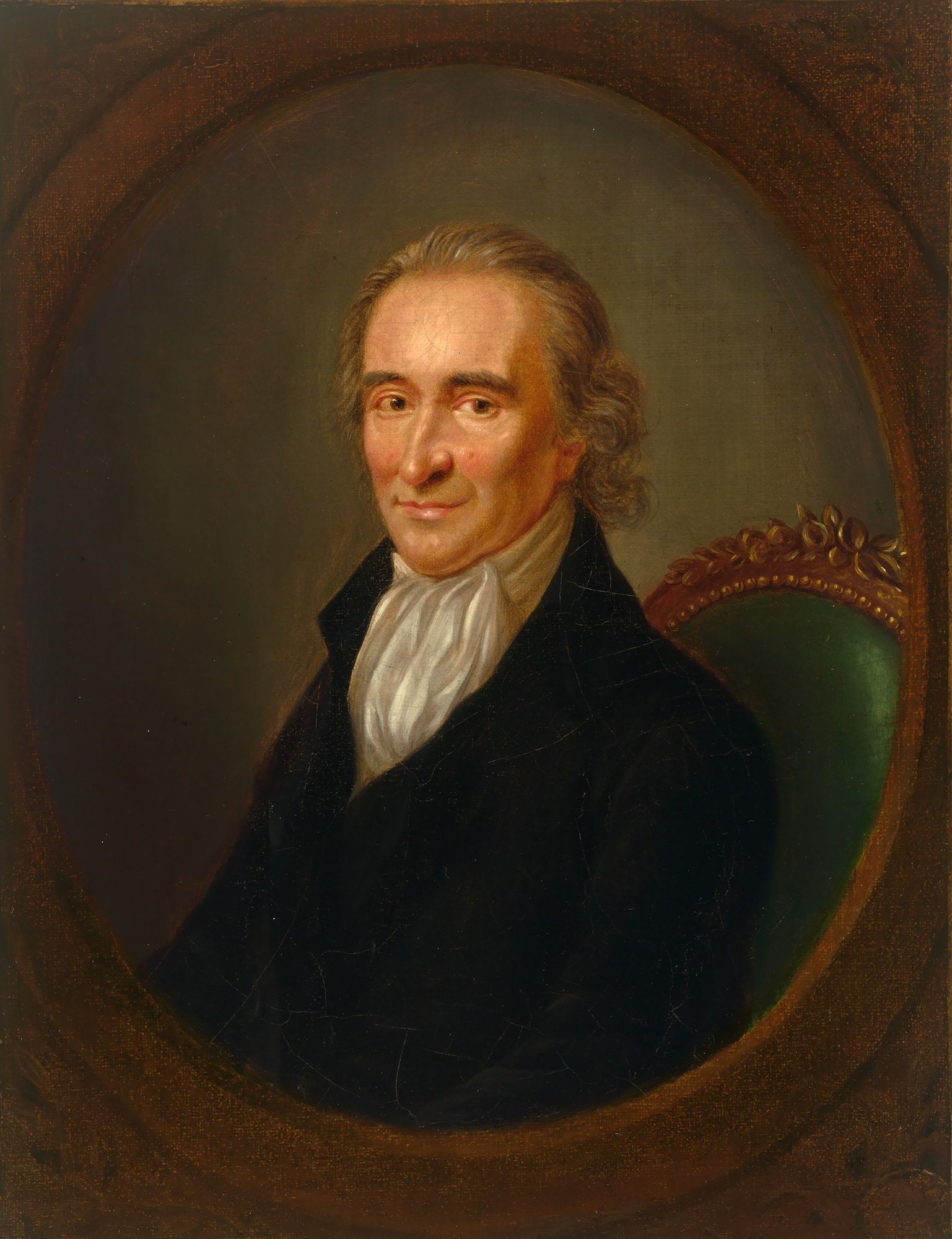
Томас Пейн

### Томас Пейн
Томас Пейн (Велика Британія/США, 1737—1809) виступав за соціал-демократію, приділяючи особливу увагу питанню власності на землю. З цієї причини його включили до групи «аграрних соціалістів» разом з Томасом Спенсом і Вільямом Огілві з Піттенсіра. Однак Пейн був більш поміркованим, ніж останні двоє, оскільки не ставив під сумнів право на власність, хоча і був предтечею трудових прав і держави загального добробуту, пропонуючи перерозподіл доходів через податок на великі маєтки та запровадження державної пенсійної системи, серед інших заходів.
Свою соціальну думку він виклав у «Правах людини» (1791—1792) і, особливо, в «Аграрній справедливості» (1795—1796). У цих працях він стверджував, що для досягнення повної демократії необхідно відмовитися від «нещасть» цивілізації, особливо в Європі, і повернутися до економічної організації первісних громад, що існували в природному стані, або, якщо це неможливо, встановити прогресивний податок, який би обмежив володіння кожного члена суспільства і надав державі необхідні ресурси для того, щоб найбільш знедолені мали засоби для ведення гідного життя. Пейн не ставив під сумнів право власності, але підпорядковував його задоволенню суспільних потреб, виступаючи за демократичну державу, яка б втручалася в економіку.

### Томас Джефферсон

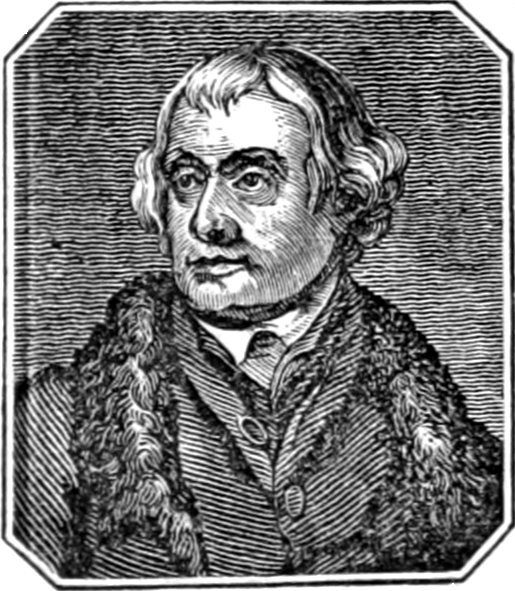
Томас Джефферсон

Томас Джефферсон (США, 1743—1826) був третім президентом Сполучених Штатів і автором Декларації незалежності. Він також написав «Записки про штат Вірджинія» та «Вірджинський статут релігійної свободи». Він був поборником невід'ємних прав особистості та відокремлення церкви від держави. Його ідеї знайшли відгомін у багатьох інших ліберальних революціях по всьому світу, включаючи Французьку революцію.
Джефферсон вважав, що незалежний сільський землевласник і аграрне життя є ідеалами республіканських чеснот. Він не довіряв містам і фінансистам, виступав за владу децентралізованого уряду і вважав, що тиранія, від якої страждали прості люди в Європі, була спричинена корумпованими політичними інститутами і монархіями. Він написав Вірджинський статут релігійної свободи і виступав за створення стіни, що розділяє церкву і державу. Джефферсон перебував під впливом британської партії вігів 18-го століття, яка вірила в обмежену владу. Його Демократично-республіканська партія стала домінуючою в ранній американській політиці, а його погляди стали відомі як демократія Джефферсона.
Згідно з філософією Джефферсона, громадяни мають «певні невід'ємні права», а «законна свобода — це безперешкодні дії згідно з нашою волею в межах, окреслених навколо нас рівними правами інших». Він був рішучим захисником системи суду присяжних для захисту свобод народу, проголосивши в 1801 році: «Я вважаю [суд присяжних] єдиним якорем, коли-небудь вигаданим людиною, за допомогою якого уряд може утримуватися на принципах своєї конституції». Уряд Джефферсона не лише забороняв окремим особам посягати на свободу інших членів суспільства, але й запобігав зменшенню індивідуальної свободи як захисту від тиранії більшості.
Він був переконаний, що індивідуальні свободи є плодом політичної рівності, якій загрожує свавілля влади. На його думку, надмірність демократії спричинена інституційною корупцією, а не людською природою. Він не довіряв функціонуючій демократії менше, ніж багато його сучасників. Джефферсон вважав демократію вираженням суспільства і виступав за національне самовизначення, культурну однорідність і освіту всіх чоловіків у суспільстві. Він підтримував державну освіту та вільну пресу як невід'ємні складові демократичної нації.

### Маркіз де Кондорсе

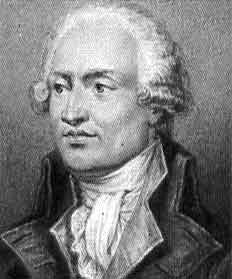
Маркіз де Кондорсе

Маркіз де Кондорсе (Франція, 1743—1794). Вольтер називав його «універсальним філософом», а Д'Аламбер описував його як «вулкан, вкритий снігом», що збігається з розповіддю мадемуазель де Леспінасс про мислителя Просвітництва. За її словами, «ця спокійна і поміркована душа у звичайному житті стає пристрасною і полум'яною, коли йдеться про захист пригноблених або про те, що йому найдорожче: про свободу людей…»
У 1789 році, з початком Революції, Кондорсе відігравав провідну роль як захисник численних ліберальних ідей і сподівався на раціоналістичну реконструкцію суспільства. Після штурму Бастилії він був обраний до Муніципальної ради Парижа. У 1791 році його обрали представником Парижа в Законодавчих зборах після того, як він виступив за встановлення республіки. Він навіть став секретарем Асамблеї. Він приєднався до бріссотенців (жирондистів). Асамблея прийняла запропоновану Кондорсе систему освіти для нації, яка запровадила основне поняття світськості в освіті. Він також запропонував проект конституції для нової Франції. Крім того, він зайняв активну і помітну позицію в боротьбі за права жінок, виступаючи за їхнє право голосу в статті для Journal de la Société в 1789 році, і опублікувавши «Про прийняття жінок до громадянства» в 1790 році.
У 1793 році жирондисти втратили контроль над Асамблеєю на користь якобінців. Якобінець Марі-Жан Еро де Сешель запропонував нову конституцію, яка суттєво відрізнялася від конституції Кондорсе. Кондорсе розкритикував її, що призвело до його засудження за державну зраду. 3 жовтня 1793 року було видано ордер на його арешт, що змусило його переховуватися. Він знайшов притулок на п'ять місяців у Парижі в будинку мадам Верне. Саме в цей час він написав свою працю «Ескіз історичної картини розвитку людського розуму», яка була опублікована посмертно в 1794 році. 25 березня 1794 року він покинув свою схованку і спробував втекти з Парижа. Через два дні його затримали в будинку Жана Батиста Антуана Суара в Кламарі і ув'язнили в Бург-Егаліте (Бург-ла-Рен). Через два дні після цього його знайшли мертвим у своїй камері, жертвою набряку легенів.

### Еммануель Сієс

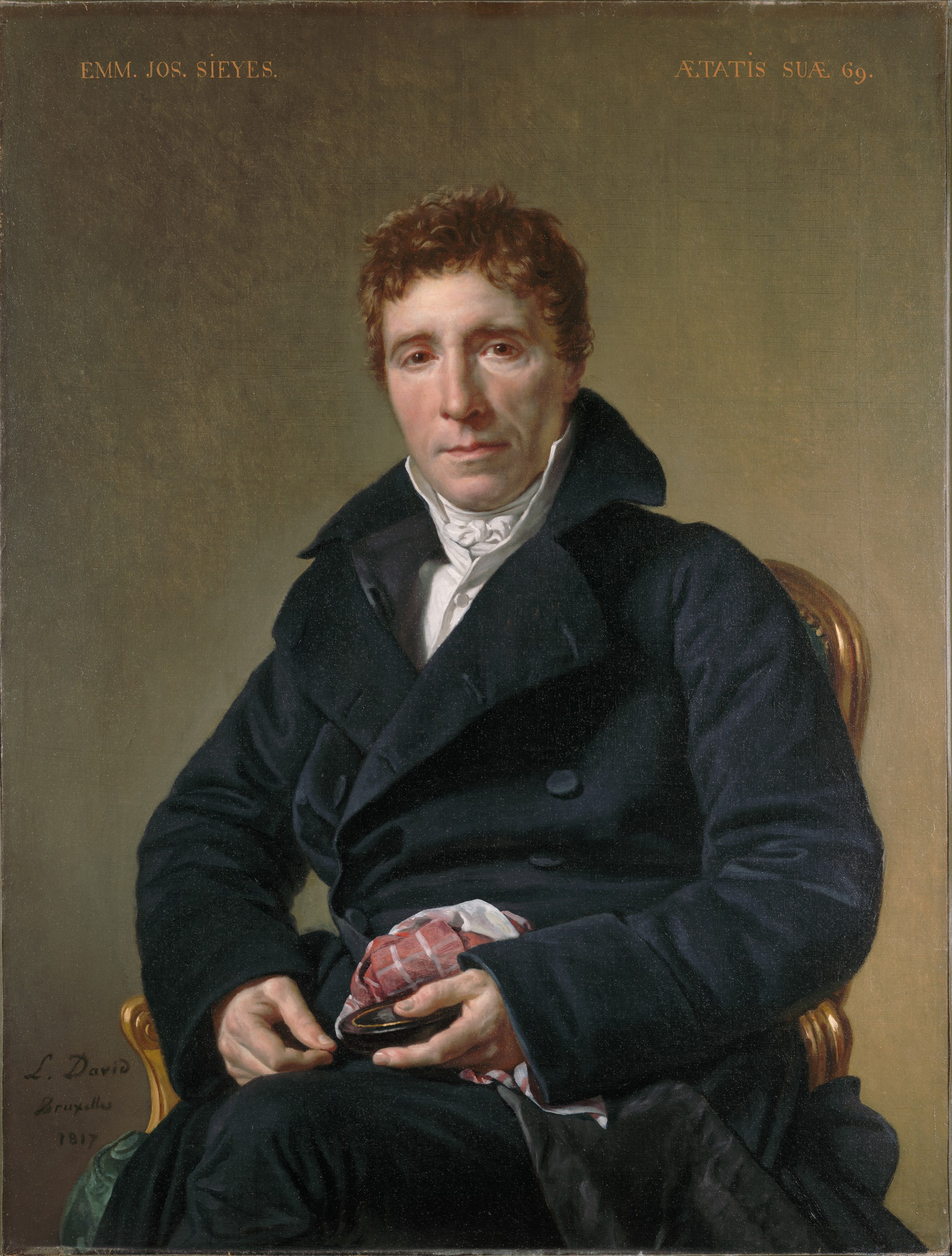
Еммануель Сієс

Еммануель-Жозеф Сійєс (Франція, 1748—1836) відіграв важливу роль у перші роки Французької революції, розробивши Декларацію прав людини і громадянина, розширивши теорію національного суверенітету, народного суверенітету та представництва, викладену в його памфлеті «Що таке третій стан?».
У своєму тексті 1789 року, в розпал Французької революції, Сійєс створив важливий прецедент, який згодом буде прийнятий для радикального переходу від ліберальної держави, заснованої на індивідуальності, до соціальної та правової держави, що передує соціальному та демократичному верховенству права.
У соціальній і правовій державі волевиявлення розуму, як це було в ліберальній державі, більше не переважає. Натомість перевагу має воля більшості. Це, відповідно, розриває зв'язок між нацією, парламентом і суверенітетом. Парламент більше не представляє думку нації, народу чи розуму. Тепер домінують масові партії, які не мають спільних позицій, а закон стає лише вираженням думки більшості.
Проблема вирішується шляхом заміни верховенства закону Конституцією, приймаючи ідею Сійєса про розрізнення між установчою владою та конституційною владою. Суверенітет належить народу, і через здійснення суверенної влади народ здійснює установчу владу, створюючи і затверджуючи Конституцію. Через акт створення Конституції встановлюються конституційні гілки влади — законодавча, виконавча та судова. Поділ влади з парламентом як центром системи, запропонований Монтеск'є, перестає існувати. Тепер ці гілки влади мають розмиті кордони, співпрацюють та розподіляють відповідальність. Законодавча гілка влади більше не буде приймати закони, що суперечать Конституції; вони будуть підпорядковані Конституції і повинні поважати мінімальні цінності, що поділяються всіма, як вони виражені в Конституції, яка є джерелом законодавчої влади.

## Від утилітаризму до Джона Стюарта Мілля

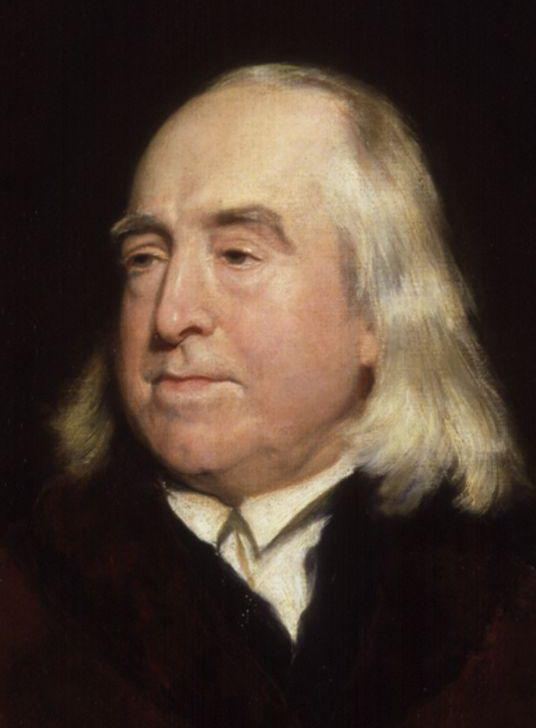
Джеремі Бентам

### Джеремі Бентам
Джеремі Бентам (Велика Британія, 1748—1832) був одним із перших прихильників утилітаризму, захисту тварин і прав жінок. У нього було багато учнів по всьому світу, в тому числі Джон Стюарт Мілль і кілька політичних лідерів того часу. Бентам виступав за економічну та особисту свободу, включаючи відокремлення держави від церкви, свободу слова, рівні права для жінок, скасування рабства і колоніалізму, рівномірну демократію, скасування фізичних покарань, в тому числі для дітей, право на розлучення, вільні ціни, вільну торгівлю і необмежений інтерес. Бентам не був лібертаріанцем: він підтримував податок на спадщину, обмеження монопольної влади, пенсії, медичне страхування та інші соціальні гарантії, але закликав до розсудливості та ретельного розгляду будь-якого державного втручання такого роду.
На думку Бентама, право «забезпечує основні рамки соціальної взаємодії, визначаючи сфери особистої недоторканності, в межах яких люди можуть формувати і реалізовувати свої власні концепції добробуту». Він забезпечує безпеку, передумову для формування очікувань. Оскільки гедоністичний розрахунок показує, що «очікувана корисність» набагато вища за природну, то можна зробити висновок, що Бентам не прихильник жертвування небагатьма заради блага багатьох.
У «Вступі до принципів моралі і законодавства» (англ. An Introduction to the Principles of Morals and Legislation) автор приділяв основну увагу на принцип корисності і тому, як цей моральний погляд пов'язаний із законодавчою практикою. Його принцип корисності розглядає «добро» як те, що приносить найбільше задоволення і найменше болю, а «зло» — як те, що приносить найбільший біль без задоволення. Бентам визначає цю концепцію задоволення і болю як фізичну і духовну. Бентам пише про цей принцип, як він проявляється в законодавстві суспільства.
Він встановлює набір критеріїв для вимірювання ступеня болю або задоволення, які спричинить певне рішення. Критерії поділяються на категорії інтенсивності, тривалості, визначеності, близькості, продуктивності, чистоти та обсягу. Він стверджує, що концепція індивідуального прагнення до власного щастя не обов'язково може бути визнана «правильною», оскільки часто ці індивідуальні цілі можуть призвести до більшого болю і меншого задоволення для суспільства в цілому. Тому законодавство в суспільстві є життєво важливим для того, щоб підтримувати максимальне задоволення і мінімальний ступінь болю для найбільшої кількості людей.

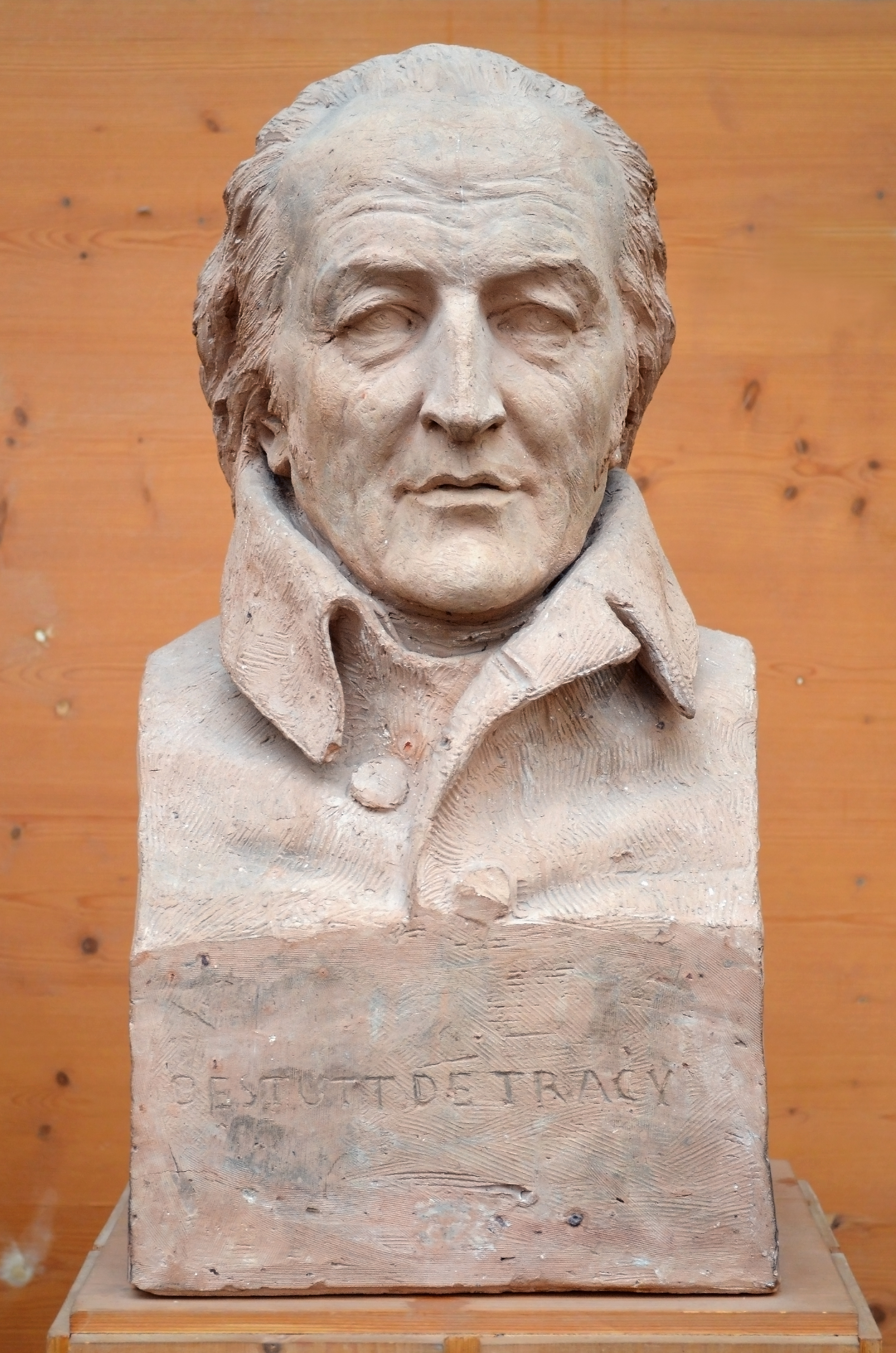
Давид д'Анже. Бюст Дестюр де Трайсі

### Антуан Дестют де Трасі
Антуан Дестют де Трасі (1754—1836) був останнім видатним представником школи сенсуалістів. Його головними працями є п'ять томів «Елементи ідеології» (1817—1818), перший том яких був представлений під назвою «Ідеологія, суворо визначена» і завершував аргументи, викладені в раніше завершених монографіях: Commentaire sur l'esprit des lois de Montesquieu (1806) та Essai sur le génie, et les ouvrages de Montesquieu (1808). Четвертий том «Елементів ідеології» автор розглядав як вступ до другого розділу запланованої праці у дев'яти частинах під назвою «Трактат про волю та її наслідки» (ісп. Traité de la volonté). Метою цієї науки було розглядати ідеї як природні явища, що виражають зв'язок між людиною, живим і чутливим організмом, і його природним середовищем. Таким чином, на його думку, вивчення ідеології уможливлювало пізнання справжньої людської природи через питання про те, звідки походять наші ідеї і як вони розвиваються.
Трейсі виступав за суворе використання дедуктивного методу в соціальній теорії, розглядаючи економіку з точки зору дій (праксеологія) та обмінів (каталактика). Вплив Трейсі можна спостерігати як на континенті, зокрема в роботах Стендаля, Огюстена Тьєррі, Огюста Конта та Шарля Дюнуа, так і в Америці, де загальний підхід французької ліберальної школи політичної економії на рівних конкурував з класичною британською політичною економією до кінця 19-го століття, про що свідчать роботи та репутація Артура Лейтема Перрі та інших.
Він захищав поділ влади і політичну свободу, вважаючи, що вона не може процвітати без індивідуальної свободи і свободи преси.

### Фрідріх Шиллер
Фрідріх Шиллер (Німеччина, 1759—1805) був німецьким поетом, драматургом, філософом і істориком. Він вважається одним з найвидатніших літераторів періоду класицизму і романтизму. Шиллер був важливим представником німецької літературної та культурної історії. Його творчість охоплює широкий спектр жанрів, включаючи поезію, драму, есе, літературну критику та історичні дослідження. Він висловлювався на такі теми, як свобода, героїзм, людська душа, моральність і взаємодія між індивідом та суспільством.
Існує загальна згода серед вчених щодо того, що Шиллера можна вважати лібералом та його часто цитують як космополітичного мислителя. Філософська праця Шиллера особливо зацікавлена питанням людської свободи, цікавість, яка також направляла його історичні дослідження, такі як Тридцятилітня війна і Голландське повстання, і потім проникла в його драми (трилогія «Валленштейн» стосується Тридцятилітньої війни, тоді як «Дон Карлос» розглядає Повстання Нідерландів проти Іспанії). Шиллер написав два важливих есе на тему величного (das Erhabene), під назвою «Про величне» і «Про величне»; ці есе стосуються одного аспекту людської свободи: здатність викликати анімальні інстинкти, такі як імпульс самозбереження, коли, наприклад, хтось добровільно жертвує себе ради ідеалів.

### Анна Луїза Жермен де Сталь
Анна Луїза Жермен де Сталь (Франція, 1766—1817) — французька письменниця, філософ і салонна художниця женевського походження. Відома своїми політичними ідеями та есеями. Її сентиментальні романи з феміністичною тематикою та преромантичним відтінком («Дельфіна і Корінна»), а також дві великі праці з культурної та порівняльної критики («Про літературу» і «Про Аллемань») здобули широку популярність у Європі. Вона вірила в інтелектуальну силу жінок, рівну чоловічій, і наголошувала на важливості освіти жінок нарівні з чоловіками. Вона виступала за рівність у стосунках між чоловіком і дружиною та ненавиділа умовності.
Її вважають «духовною матір'ю сучасної Європи», вона створила сміливу літературну творчість, що охоплює романи, есе, історичні та критичні дослідження. Її критичні праці роблять її піонером у галузі порівняльного літературознавства.

### Бенджамін Констант

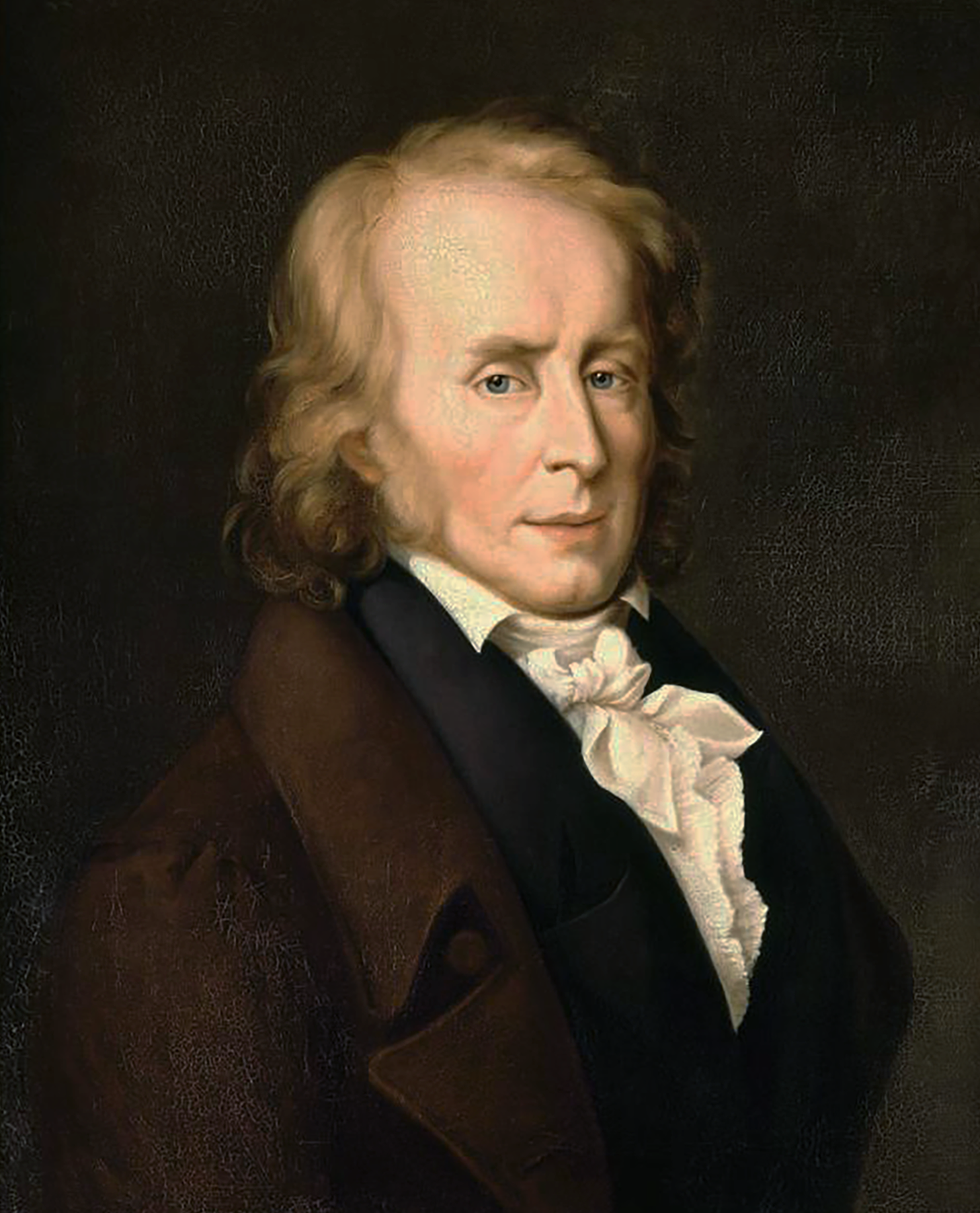

Бенжамен Констан (Франція, 1767—1830) був видатним політиком, відомим своїми ліберальними та критичними поглядами. Він захоплювався англійською політичною та економічною системою і відкидав романтизовані уявлення про стародавні вільні суспільства на кшталт Стародавньої Греції. Натомість він вірив у важливість громадянських прав, верховенства права та широкого розуміння свободи. Він виступав за такі принципи, як індивідуальна відповідальність за підтримання функціонування суспільства та забезпечення свободи. Констант запропонував модель політичної участі, в якій представники, обрані всіма громадянами, здійснювали б свої права в парламенті. Він розглядав Англійську революцію 1688 року як приклад конституційної та ліберальної монархії. Він виступав проти мілітаризму і підтримував спрямування національних зусиль на розвиток торгівлі та міжнародних відносин. Констант вважав обмеженою спадкову монархію з двопалатною системою, вільно обраною палатою депутатів і призначеним сенатом. Він також виступав за адміністративну децентралізацію, щоб наблизити управління до місцевих органів влади і звільнити централістську бюрократію. Модель Констана виходила за рамки англосаксонської системи і обмежувала королівську владу главою держави, дозволяючи при цьому розпускати парламент, призначати і звільняти міністрів. На його моральне та релігійне мислення вплинули Жан-Жак Руссо та німецькі філософи, такі як Іммануїл Кант. Хоча його вплив не був негайним, його ідеї почали відігравати певну роль у конституційній історії різних країн, таких як Португалія, Бразилія та Статут Сардинії, де теорії Констана були інкорпоровані з певними варіаціями.

## Від Стюарта Мілля до Макса Вебера

### Джон Стюарт Мілль
Джон Стюарт Мілль (Сполучене Королівство, 1806–1873) є одним із перших поборників сучасного «лібералізму». Таким чином, його роботи з політичної економії та логіки допомогли закласти основу для розвитку емпіричної науки та державної політики, заснованої на перевірених покращеннях. Перебуваючи під сильним впливом утилітаризму Бентама, він не погоджується з інтуїтивним поняттям Канта про право та формулює «найвищий нормативний принцип» моралі так: дії є правильними тією мірою, якою вони прагнуть сприяти щастю; неправильними, оскільки вони прагнуть призвести до протилежного щастю.
Дехто вважає Мілля засновником соціального лібералізму. Хоча Мілль переважно виступав за вільний ринок, він приймав втручання в економіку, таке як податок на алкоголь, якщо для цього були достатні утилітарні підстави. Мілль також був поборником прав жінок.
Деяка література:
- Міркування про представницький уряд, 1862[31]
- Про свободу, 1868[32]

- Соціалізм, 1879[33]

### Хосе Марія Луїс Мора
Хосе Марія Луїс Мора (Нова Іспанія/Мексика 1794 – 1850) був священиком, юристом, істориком, політиком та ліберальним ідеологом. Вважався одним із перших прихильників лібералізму в Мексиці, він боровся за відокремлення церкви від держави. Мора вважався «найвизначнішим ліберальним представником свого покоління [і] його думка втілює структуру та переважну орієнтацію мексиканського лібералізму». 
Вибрані твори:
- Catecismo politico de la federación mexicana. Мексика 1831 рік
- Disertación sobre la naturaleza y aplicación de las rentas y bienes eclesiásticas, y sobre la autoridad a que se hallan sujetos en cuanto a su creación, aumento, sustencia o supresión. Мексика 1833.

### Ральф Волдо Емерсон
Ральф Волдо Емерсон (Сполучені Штати, 1803–1882) — американський філософ, який стверджував, що основні принципи управління є мінливими, і що уряд необхідний лише тією мірою, якою люди не самоврядні. Прихильник демократії та ідеї, що демократичний народ повинен мати демократичну етику.
Вибрані твори:
- Самозабезпечення
- Круги
- Політика
- Номіналіст і реаліст

### Вільям Ллойд Гаррісон
Вільям Ллойд Гаррісон (Сполучені Штати, 1805–1879)
Вибрані твори:
- Статті про скасування рабства в газеті The Liberator, 1831–1866

### Хуан Баутіста Альберді
Хуан Баутіста Альберді (Аргентина, 1810–1884)
Вибрані твори::
- Bases y puntos de partida para la organización política de la República Argentina (Бази та пункти відправлення політичної організації Аргентинської Республіки), 1852
- Sistema económico y rentistico de la Confederación Argentina, según su Constitución de 1853 (Економічна та рентистська система Аргентинської Конфедерації відповідно до її Конституції 1853 р.), 1854

### Генрі Девід Торо
Генрі Девід Торо (1817–1862)
Вибрані твори::
- Громадянська непокора
- Волден

### Джейкоб Буркхардт
Джейкоб Буркхардт (Швейцарія, 1818–1897) Держава як похідна від культурного та економічного життя.
Вибрані твори::
- Цивілізація епохи Відродження в Італії

### Герберт Спенсер
Герберт Спенсер (Велика Британія, 1820–1903), філософ, психолог і соціолог, висунув те, що він назвав «Законом рівної свободи», і виступав проти ліберальної теорії, яка пропагує більш активний уряд, який він назвав «новою формою торизму». Він підтримував державу, обмежену у своїх обов'язках захистом осіб та їхньої власності. Для Спенсера добровільна співпраця була ознакою найжвавішої форми суспільства, що враховує найширшу різноманітність членів та найбільшу різноманітність цілей. Еволюційний підхід Спенсера характеризували як розширення пояснення економічного порядку, запропонованого Адамом Смітом, за принципом «невидимої руки»; його велика робота про співчуття (як у психології, так і в основах етики, зокрема в «Даних етики») явно продовжувала підхід Сміта в «Теорії моральних почуттів». Спенсера часто характеризують як провідного соціального дарвініста.
Вибрані твори:
- «Соціальна статика», 1851
- «Принципи етики», 1879, 1892
- «Людина проти держави», 1884
- «Есеї, наукові, політичні та спекулятивні», 1892